# Ванини, Джулио Чезаре

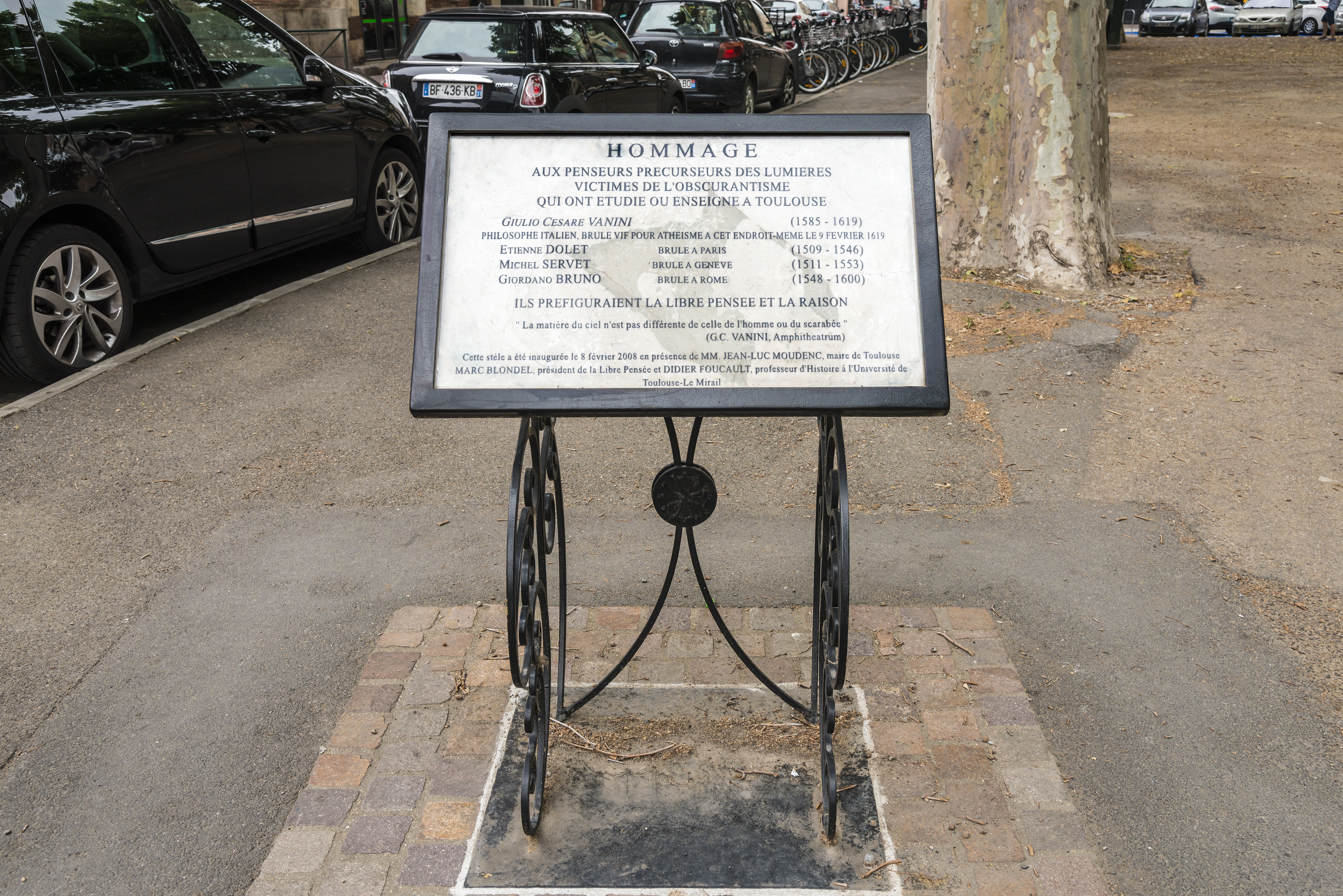
Дань Джулио Чезаре Ванини на месте его смерти

Джу́лио Че́заре Вани́ни, (итал. Giulio Cesare Vanini, в монашестве — Габриеле, псевдоним Лючилио, 1585[…], Тауризано, Апулия — 9 февраля 1619, Тулуза) — итальянский философ-вольнодумец.

## Биография
Родился в Тауризано недалеко от Лечче. Изучал философию и богословие в Риме, затем, после своего возвращения в Лечче, занялся изучением физики, набирающей популярность в эпоху Возрождения. Подобно Джордано Бруно, он был среди тех, кто атаковал старую схоластику и помог заложить основу современной философии. Ванини во многом похож на Бруно: вел такой же скитальческий образ жизни, развивал просветительские антиклерикальные идеи.
Из Неаполя он отправился в Падую, где попал под влияние александриста Помпонацци, которого он именовал своим духовным мастером. В Падуе Ванини изучал право и был назначен в сан священника. Впоследствии он путешествовал по Франции, Швейцарии и Нидерландам, распространяя антирелигиозные взгляды. В 1614 году Ванини был вынужден бежать из Лиона в Англию, но в Лондоне, по неизвестной причине был заключён в тюрьму на 49 дней.
Вернувшись в Италию, он пытался преподавать в Генуе, однако был снова увезён во Францию, где попытался снять с себя подозрения о публикации книги против атеистов «Амфитеатр вечного провидения» (1615 год). Хотя определения бога в ней были несколько пантеистические, книга является достаточно ортодоксальной. Но аргументы по большей части иронические и не могут быть приняты в качестве изложения его реальных взглядов. Карл Маркс, отмечая обстановку, в которой приходилось работать противникам церкви, писал о нём: «Разве не был сожжён Ванини несмотря на то, что он в своём «Театре мира», провозглашая атеизм, весьма старательно и красноречиво развивает  все аргументы против атеизма? А разве Вольтер в своей книге «Библия, получившая, наконец, объяснение не проповедует в тексте безверие, а в примечаниях защищает религию».
Ванини так и говорит об этом в своей второй (и последней опубликованной) работе «Об удивительных тайнах природы царицы и богини смертных» (Париж, 1616 год), которая, первоначально одобренная двумя докторами Сорбонны, была позднее пересмотрена и осуждена. Затем Ванини покинул Париж, в котором он пребывал в качестве капеллана при маршале де Бассомпьере, и начал преподавать в Тулузе. 
Предосторожностями высказывает идеи об отрицании бессмертия души. Если бы душа была вечной, писал, - он, бог не преминул бы вернуть хотя бы одну из них для того, чтобы опровергнуть атеизм. Поэтому человеку не имеет смысла надеяться на потусторонний мир. Им были высказаны мысли о сходстве человека и обезьяны.
В ноябре 1618 года он был арестован. После продолжительного суда Ванини был приговорён, как атеист, к отрезанию языка и повешению. Его тело позднее было сожжено дотла. Приговор был исполнен 9 февраля 1619 года.

## Сочинения
- Amphitheatrum aeternae providentiae divino-magicum, christiano-physicum, nec non astrologo-catholicum adversus veteres philosophos, Atheos, Epicureos, Peripateticos et Stoicos, 1615. (лат.) (Амфитеатр вечного провидения, божественно-магический, христианско-физический, а также астролого-католический, против древних философов, атеистов, эпикурейцев, перипатетиков и стоиков)
- De admirandis Naturae Reginae Deaeque mortalium arcanis libri quatuor, 1616. (лат.) (Об удивительных тайнах природы, царицы и богини смертных)

## Публикации сочинений в русском переводе
- Джулио Чезаре Ванини. Амфитеатр вечного провидения: божественно-магический, христианско-физический, а также астролого-католический против древних философов, атеистов, эпикурейцев, перипатетиков и стоиков / Джулио Чезаре Ванини философ, теолог и доктор обоих прав; перевод с латинского Титова П. А. - Москва: Изд-во Эдитус, 2018. - 229 с.: ил.; 21 см.; ISBN 978-5-00149-014-2: 50 экз.